# George Caleb Bingham
George Caleb Bingham (Condado de Augusta, Virginia, 
20 de marzo de 1811 - Kansas City, Misuri, 7 de julio de 1879) fue un pintor estadounidense.
Bingham pasó su infancia en Franklin, Misuri, donde su padre tenía una plantación de tabaco. Se formó como ebanista. Trabajó como retratista por todo el país. Luego estudió teología, derecho y arte, esto último en la Academia de Arte de Filadelfia, entre 1837 y 1838.
George Bingham es el pintor del mito americano, representando escenas que destacan el papel positivo de los colonos en la contribución de la civilización a las tierras salvajes. Escenas de caza y vida diaria sobre los ríos (serie de los «barqueros») contribuyeron a forjar su renombre nacional a partir de 1840. Fue contratado por el Partido Demócrata y expresó su pasión por la política pintando una serie de cuadros que representan la alegría popular en los períodos de elecciones. 
George fue elegido para la Asamblea General del Estado de Misuri en 1848. Acudió a estudiar y formarse en Europa en 1856. Hasta 1859 estudió arte con los miembros de la escuela de Düsseldorf en la Academia de Bellas Artes de Düsseldorf, Alemania. Según los críticos, esto hizo que abandonara su estilo estadounidense rústico y evolucionara hacia un trazo más incisivo. A su regreso, comenzó a pintar menos, volviéndose hacia la política en los años posteriores a la Guerra Civil y sirviendo como tesorero del estado. También fue presidente del Consejo de comisionados de policía para Kansas City, Misuri en 1874, siendo nombrado primer jefe de policía. Hacia el final de su vida fue profesor de arte en la Universidad de Misuri–Columbia.